# Haviland (Kansas)
Pour les articles homonymes, voir Haviland (homonymie).
Haviland est une ville du comté de Kiowa au Kansas.
Sa population était de 701 habitants en 2010.
A proximité se trouve le Cratère de Haviland, un astroblème.